# Thomas Orde-Powlett (1er baron Bolton)
Thomas Orde-Powlet (30 août 1740 - 30 juillet 1807) est un homme politique anglais. Il est aussi un graveur amateur et un dessinateur. 

## Biographie
Né Thomas Orde, il est fils de John Orde de Morpeth, Northumberland. Il fait ses études au Collège d'Eton et au King's College, à Cambridge, où il obtient une maîtrise en arts en 1773 . 
Il entre en politique en tant que député conservateur d'Aylesbury (1780-1784) et plus tard de Harwich (1784-1796). Il exerce les fonctions de secrétaire au Trésor (1782-1783) et de secrétaire en chef pour l'Irlande (1784-1787). Vers 1782, il est nommé au Conseil privé d'Irlande et, en 1785, au Conseil privé anglais. Il est gouverneur de l'île de Wight (1791-1807) et Lord Lieutenant du Hampshire (1800-1807). 
Le 7 janvier 1795, par licence royale, il prend le surnom additionnel de Powlett et le 20 octobre 1797, il est créé baron Bolton. Son frère cadet, John Orde est un amiral de la marine et est créé baronnet de Morpeth, dans le comté de Northumberland en 1790. 
Il mourut en 1807 et est remplacé par son fils aîné William, le deuxième baron, qui est député de Yarmouth (IoW) pendant un court laps de temps. 

## Famille
Le 7 avril 1778, il épouse Jean Mary Browne-Powlett, fille illégitime de Charles Powlett (5e duc de Bolton), qui a hérité de la plupart de ses vastes domaines, son jeune frère Harry Powlett (6e duc de Bolton) n'ayant pas eu de fils. Comme ce dernier meurt sans héritiers masculins en 1794, le duché s’éteint et ledit héritage passe à Thomas Orde du chef de sa femme. Bolton Hall et le Château de Bolton dans le Yorkshire du Nord et Hackwood Park, Old Basing, Hampshire, font partie des propriétés avec des fermes attenantes. 

## Œuvres
Thomas Orde-Powlett était aussi un graveur et dessinateur amateur.

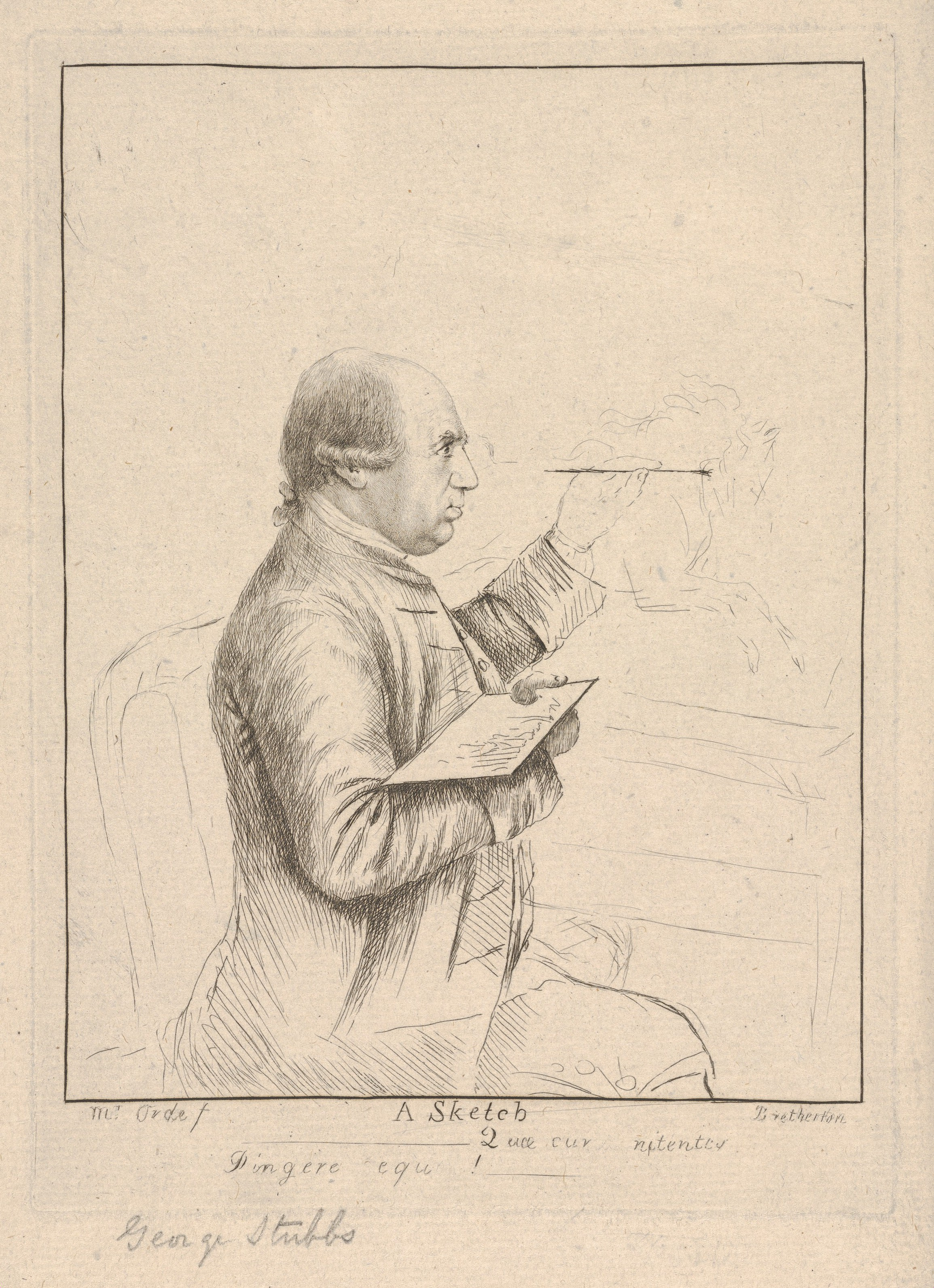
A Sketch (Portrait of George Stubbs), eau-forte de James Bretherton d'après un dessin de Thomas Orde-Powlett (n. d., Metropolitan Museum of Art).
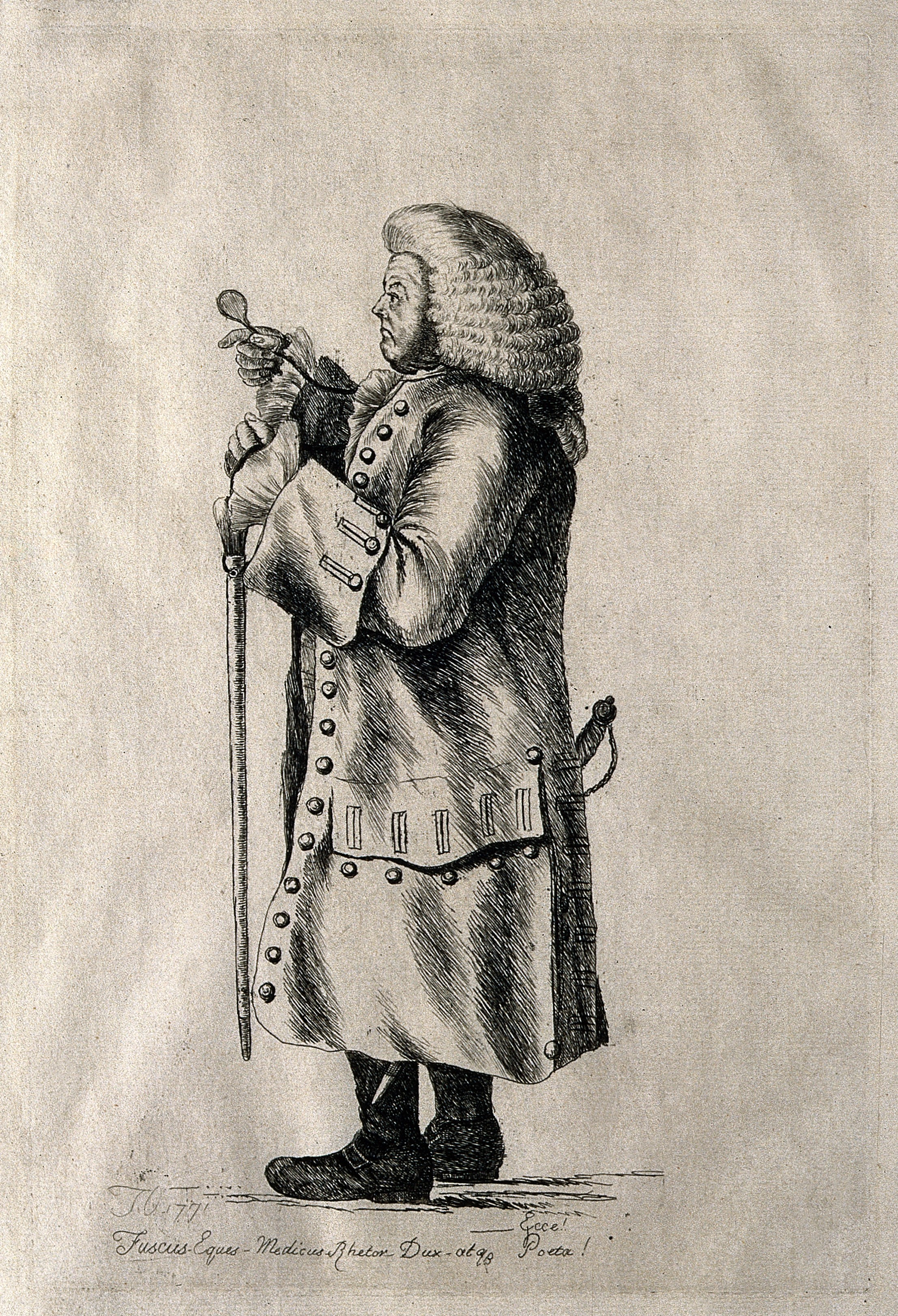
Sir William Browne, eau-forte (1771, Wellcome Collection.